# 恰普雷金區

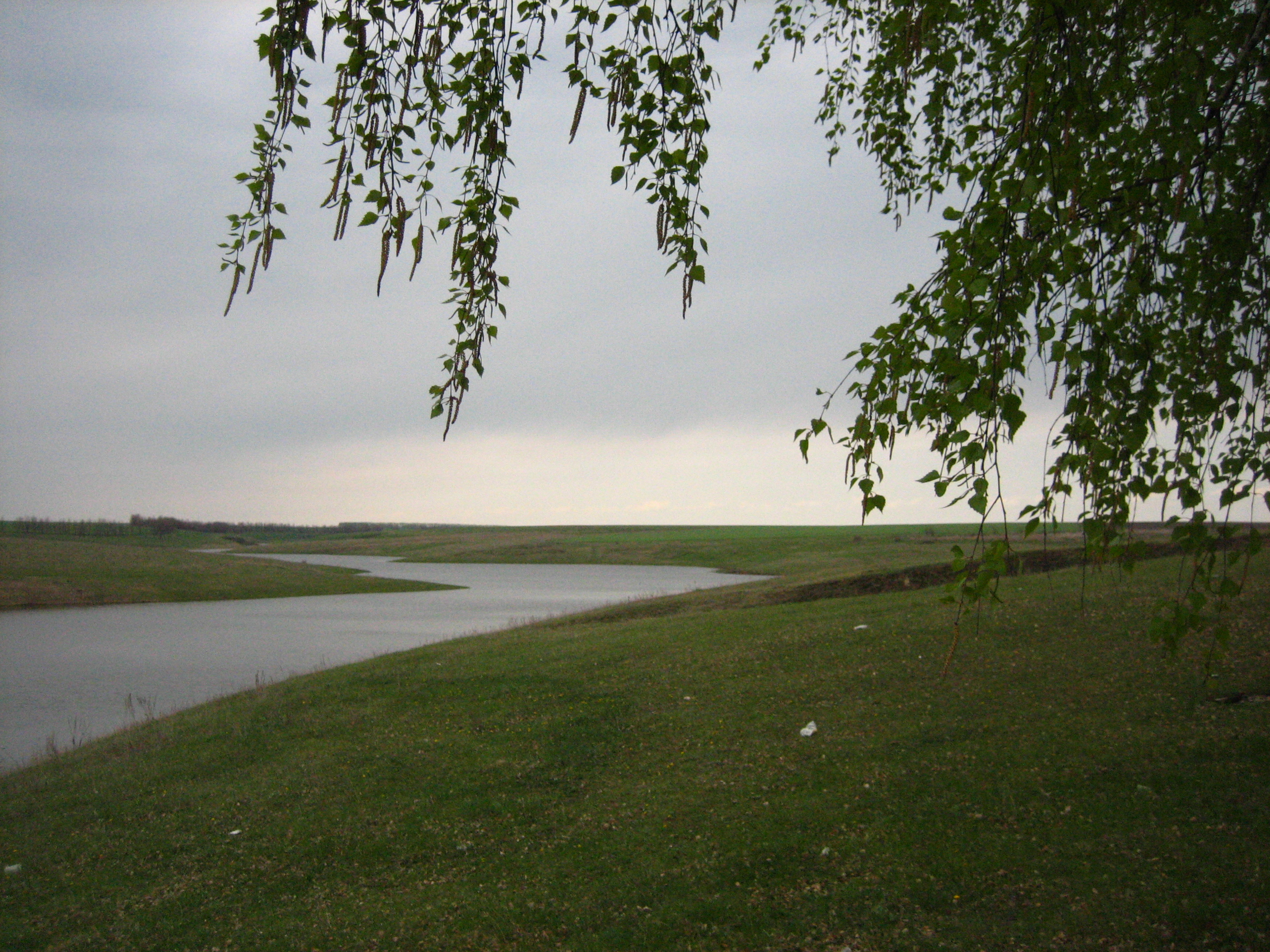

53°15′N 39°58′E / 53.250°N 39.967°E
恰普雷金區（俄语：Чаплыгинский район），是俄羅斯的一個區，位於該國西部，由利佩茨克州負責管轄，面積1,520平方公里，2010年人口32,704，人口密度每平方公里21.52人。